# Consuetudo bononiensis
Consuetudo bononiensis, consuetudo bononiana, styl boloński – popularny w średniowieczu sposób oznaczania dni w miesiącu, w którym w pierwszej połowie miesiąca dni liczono według liczby porządkowej kolejnych dni, a w drugiej – wstecz, od ostatniego dnia miesiąca. 

## Różne sposoby oznaczania dat w średniowiecznej Europie
W średniowiecznej Europie stosowano równolegle kilka sposobów na oznaczenie dni w miesiącu. Stosowany współcześnie, znany już w VI w., wywodzący się ze wschodu sposób liczenia  dni według liczby porządkowej dni bieżących, nie był dla ówczesnych ludzi oczywisty i zaczął dominować dopiero w XIV-XVI w., w Polsce na przełomie XVI i XVII w.  Początkowo najpopularniejszy był wywodzący się ze starożytnego Rzymu system oparty na kalendach, nonach i idach. W północnej Francji zaczęto określać dni miesiąca według świąt kościelnych. Ta metoda dotarła do Polski w XII w.  Przez pewien czas popularny był również boloński styl oznaczania dni.

## Charakterystyka
Consuetudo bononiensis powstał w północnych Włoszech około VIII w. Miesiąc podzielony jest w nim na dwie części nazywające się:  mensis intrans (miesiąc wstępujący) i mensis exiens (miesiąc zstępujący).  
Mensis intrans trwał do 15. dnia w miesiącach 30-dniowych i do 16. w miesiącach 31-dniowych. W lutym zwykłym do 14. dnia, w przestępnym do 15. W tej części miesiąca dni określano tak jak dzisiaj, czyli np. IV die intrante mense Septembrio (4 września). 
Mensis exiens liczył zawsze dni 15, z wyjątkiem lutego, którego część zstępująca zawsze miała 14 dni, niezależnie od tego, czy był to rok przestępny, czy zwykły. W tej części miesiąca dni liczono wstecz, od ostatniego dnia miesiąca. Dodatkowo dwa ostatnie dni miesiąca miały swe nazwy: ostatni dzień – ultimus dies, przedostatni – penultimus dies. Numerację miały więc dni od 3 do 15 (w lutym 14). Czyli np. VIII die exeunte mense Septembrio (23 września). Aby szybko odczytać  datę w mensis exiens należy do liczby dni miesiąca dodać 1 i od wyniku odjąć cyfrę dnia. Np. X die mense exeunte w grudniu to 22 grudnia (31+1-10=22). 
Consuetudo bononiensis rozpowszechnił się na całe Włochy, Szwajcarię, południowe Niemcy i południową Francję. Nigdzie nie był metodą wyłączną. Sporadycznie ten sposób liczenia dni pojawia się w polskich dokumentach z XIII i XIV w. Spotykano go również w późnym średniowieczu w  Szwecji.